# Kamienica przy ul. Dąbrowskiego 47 w Poznaniu
Kamienica przy ul. Dąbrowskiego 47 – kamienica zlokalizowana w Poznaniu, na Jeżycach, przy ul. Dąbrowskiego 47 (północna pierzeja).
Obiekt wybudowano w 4. ćwierci XIX wieku w konstrukcji szkieletowej. W końcu XIX i w początkach XX wieku, po włączeniu Jeżyc do Poznania (1900), teren ten ulegał intensywnej i w dużym stopniu reprezentacyjnej, zabudowie. O wyborze materiału zadecydowały przepisy rejonów fortecznych Twierdzy Poznań, zabraniające budowy budynków z trwałych materiałów na przedpolu twierdzy.
Budynek, według Doroty Leśniewskiej (znawczyni poznańskiej architektury), wybudowano tak, aby osiągnąć efekt malowniczości, nawiązujący do wzorów szwajcarskich. Kamienica jest trzykondygnacyjna, otynkowana, posiada silnie spadzisty dach z dekoracyjnymi lukarnami i bardzo mocno zaznaczony narożnik z wieżyczką i balkonem.
Kamienica posiada dużą wartość historyczną z uwagi na fakt, że jest jednym z przykładów najstarszej zachowanej zabudowy Jeżyc z czasów, gdy ta część obecnego miasta zaczęła przekształcać się ze wsi podmiejskiej w przedmieście.
W pobliżu obiektu znajdują się m.in.: podobna stylowo kamienica nr 52, Rynek Jeżycki, kino Rialto, kamienica Józefa Leitgebera, szkoła przy ul. Dąbrowskiego 73, czy szkoła przy ul. Słowackiego 54/60.